# Hlinsko
Hlinsko è una città della Repubblica Ceca facente parte del distretto di Chrudim, nella regione di Pardubice.
Le prime tracce scritte risalgono all'XI secolo. La città è situata sulle sponde del fiume Chrudimka, ai piedi delle regioni montagnose della Boemia-Moravia.